# Pozycje tylne

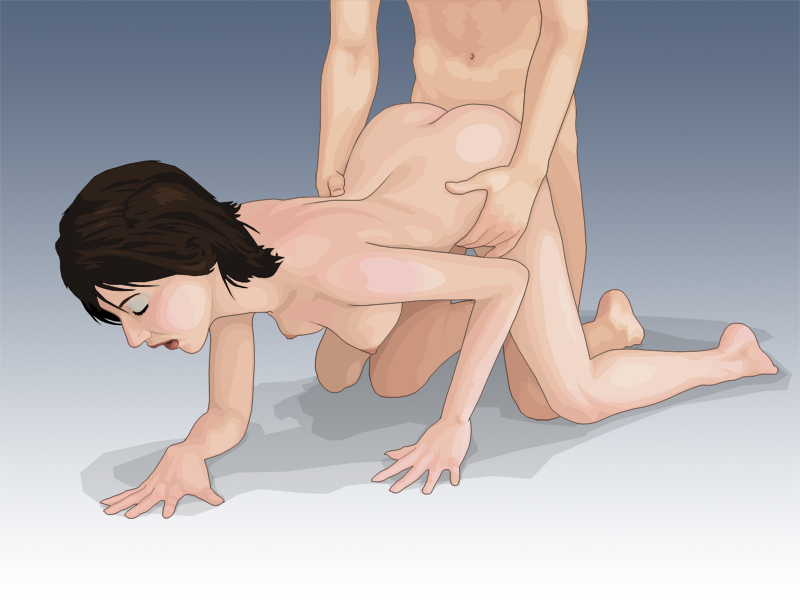
Jedna z pozycji tylnych, przy której mężczyzna klęczy, a kobieta klęczy i opiera się rękami o podłoże, tzw. Pozycja kolankowo-łokciowa.

Pozycje tylne (łac. coitus more ferarum, ang. doggy-style), potocznie: na pieska, od tylca – rodzaj pozycji ciała w czasie stosunku płciowego (kopulacji). W pozycjach tych partner znajdujący się za stojącą, klęczącą lub leżącą partnerką wprowadza prącie do pochwy (lub odbytu niezależnie od płci) i poprzez ruchy frykcyjne penetruje od tyłu w celu zaplemnienia lub osiągnięcia przyjemności, podniecenia, ewentualnie orgazmu.

## Podstawowe pozycje tylne
- kobieta stoi pochylona przed mężczyzną z lekko rozsuniętymi nogami, a mężczyzna stoi za nią i trzymając ją za biodra wprowadza członek do pochwy[4].
- kobieta klęczy i opiera się dłońmi lub przedramionami o podłoże, mężczyzna klęczy za nią i wprowadza członek do pochwy, tzw. pozycja kolankowo-łokciowa[5][6].
- kobieta leży na brzuchu z rozchylonymi szeroko nogami, mężczyzna leżąc na niej wprowadza członek do pochwy[7].

## Wady i zalety

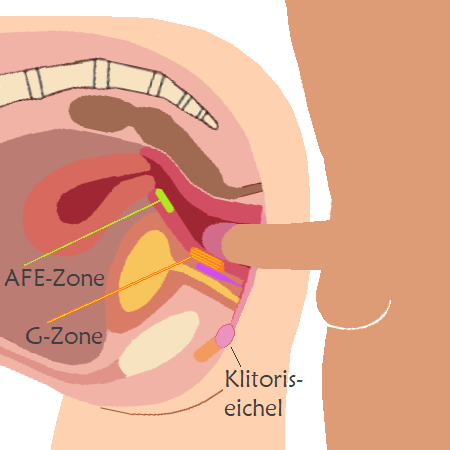
Grafika przedstawiająca stymulację punktu G prąciem w pozycji tylnej

Pozycje tylne są jedne z najlepszych do stymulacji punktu G, ponieważ prącie wywiera większy nacisk na przednią ścianę pochwy. Partner może też dodatkowo pieścić dłońmi inne strefy erogenne partnerki jak łechtaczkę, piersi i okolice odbytu.
Za wadę pozycji uważa się niewystarczający kontakt wzrokowy, oraz niemożności pocałunków w usta.

## U innych zwierząt

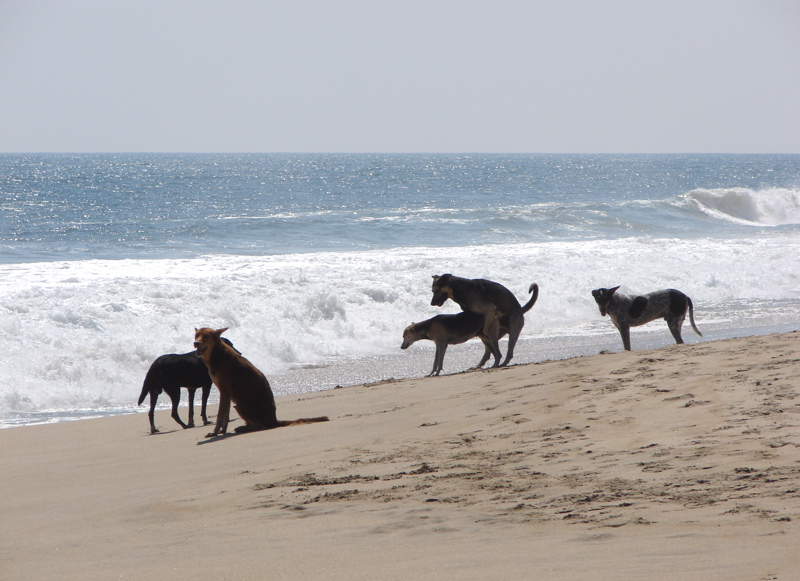
Kopulacja psów
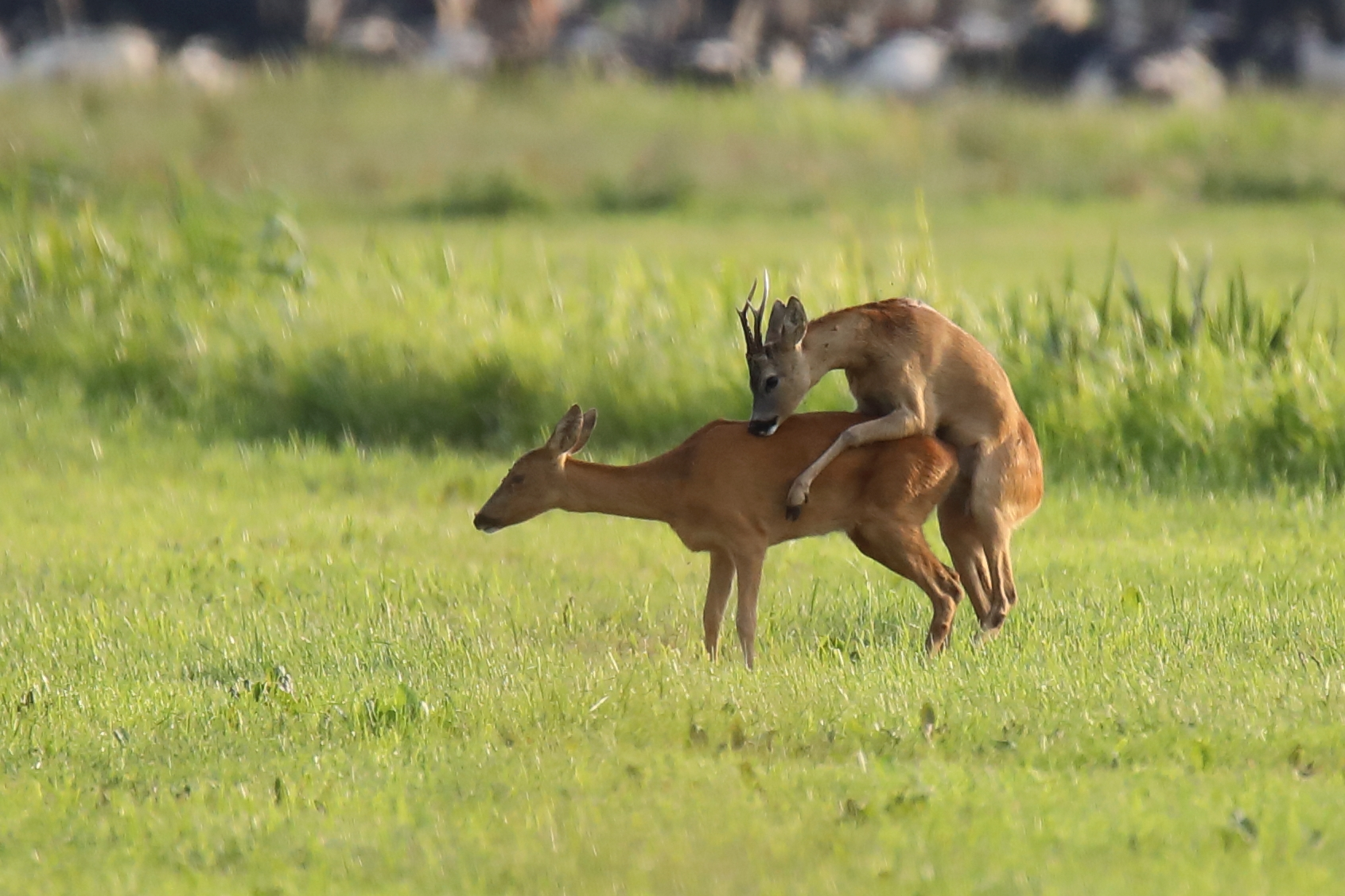
Kopulacja saren
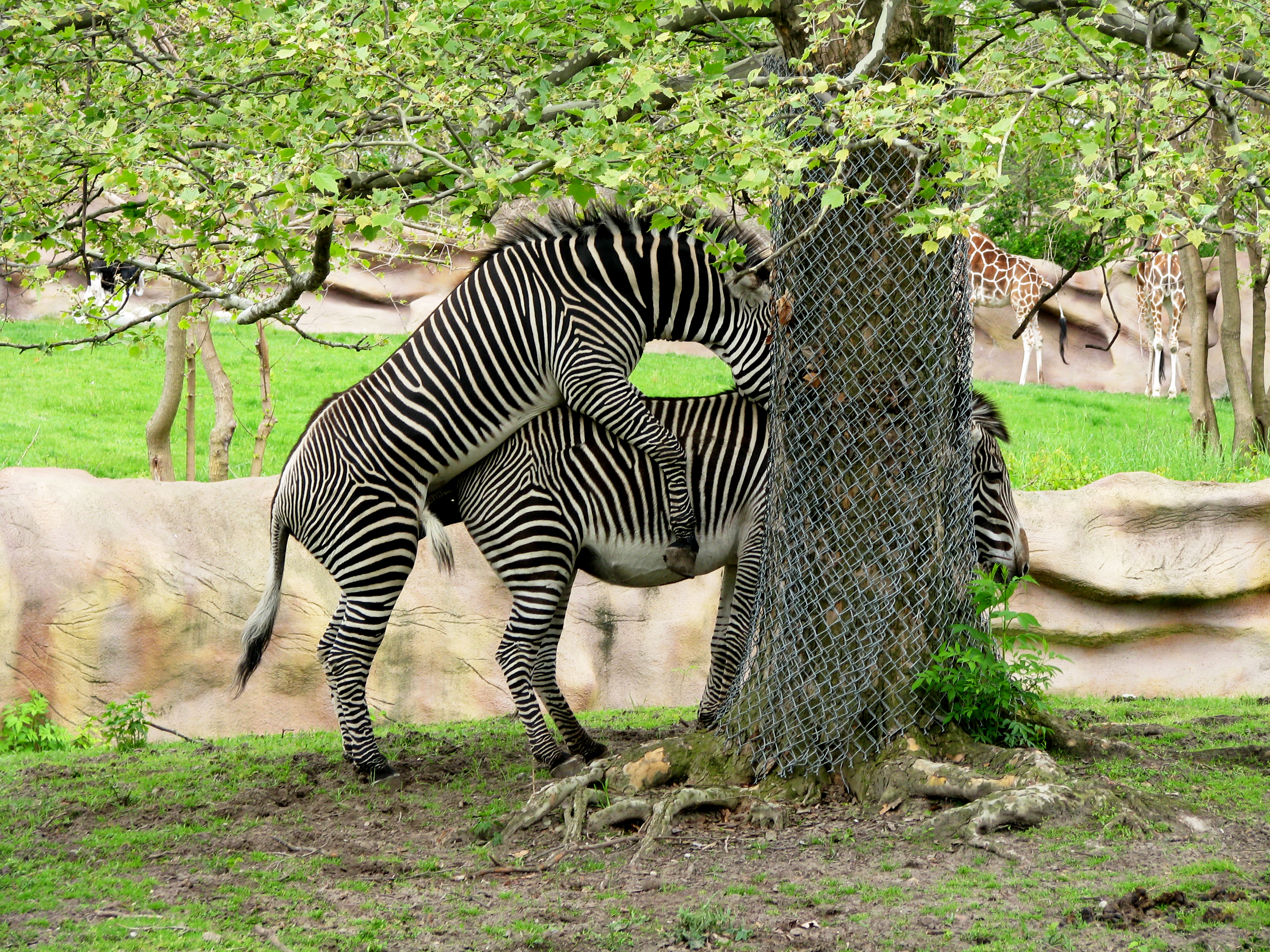
Kopulacja (krycie) zebr
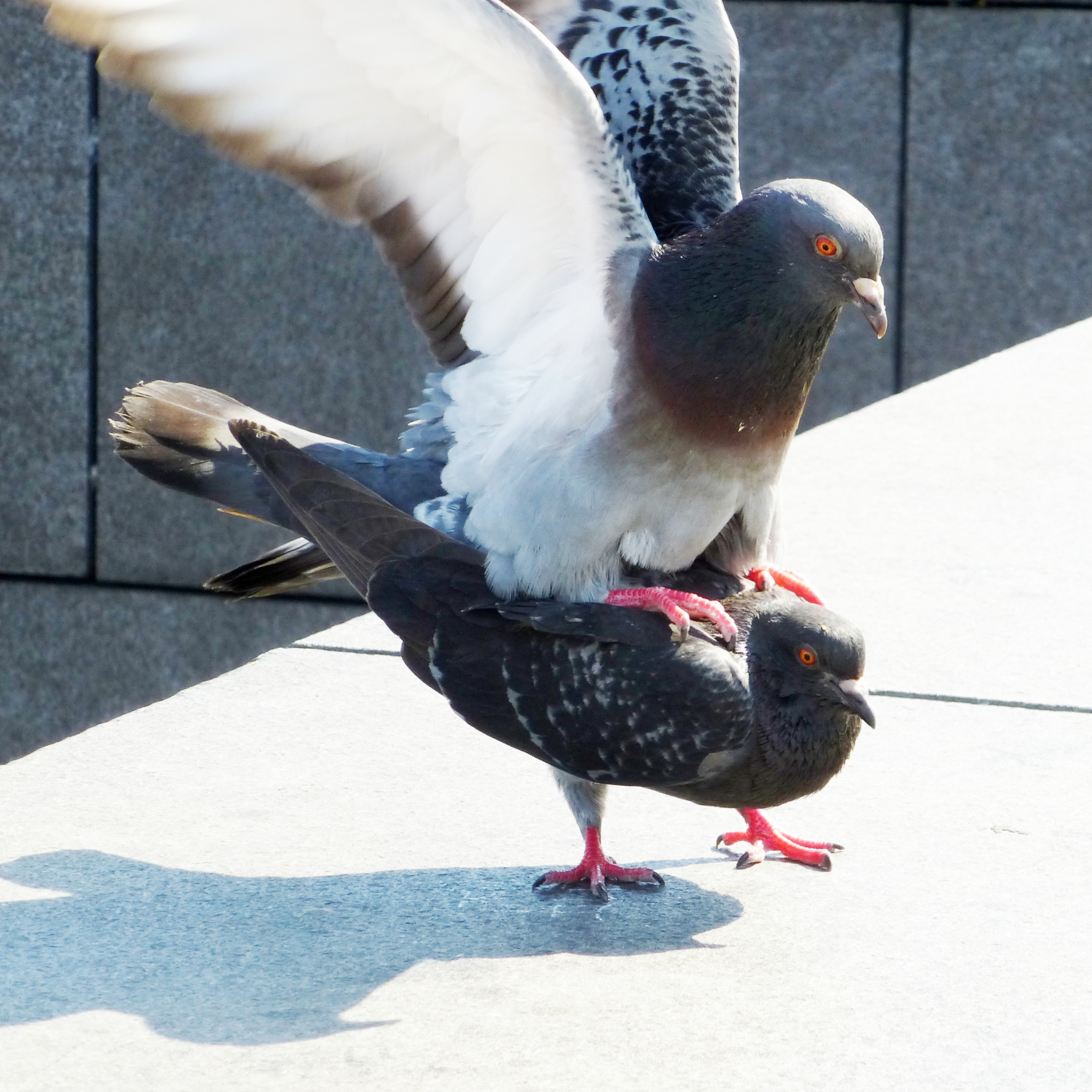
Kopulacja gołębi
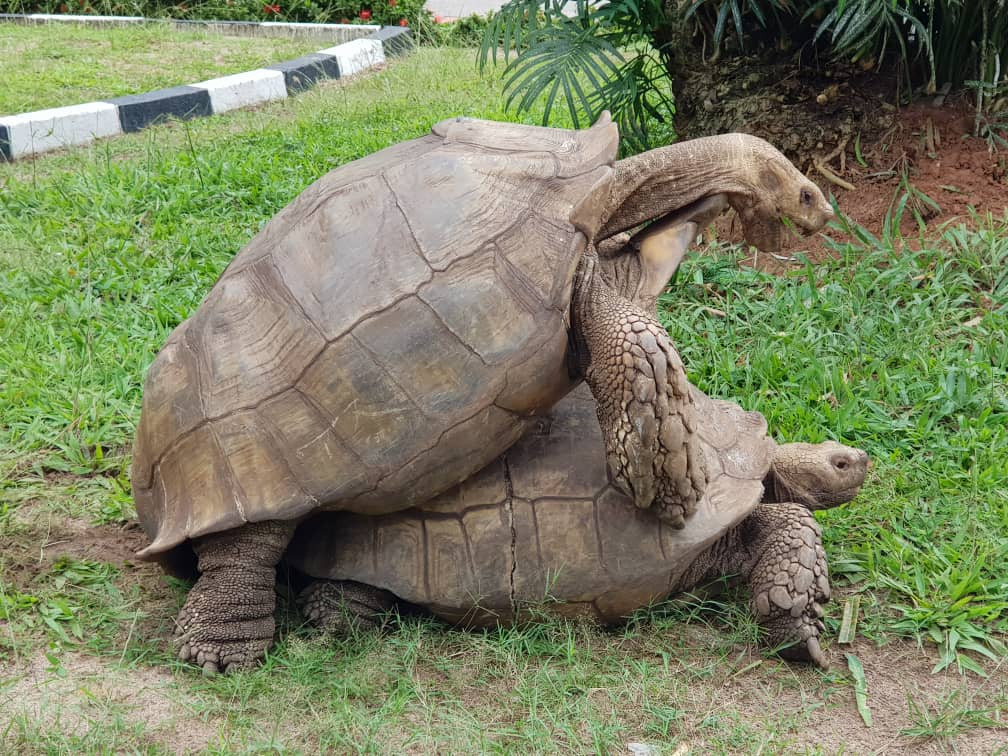
Kopulacja żółwia pustynnego
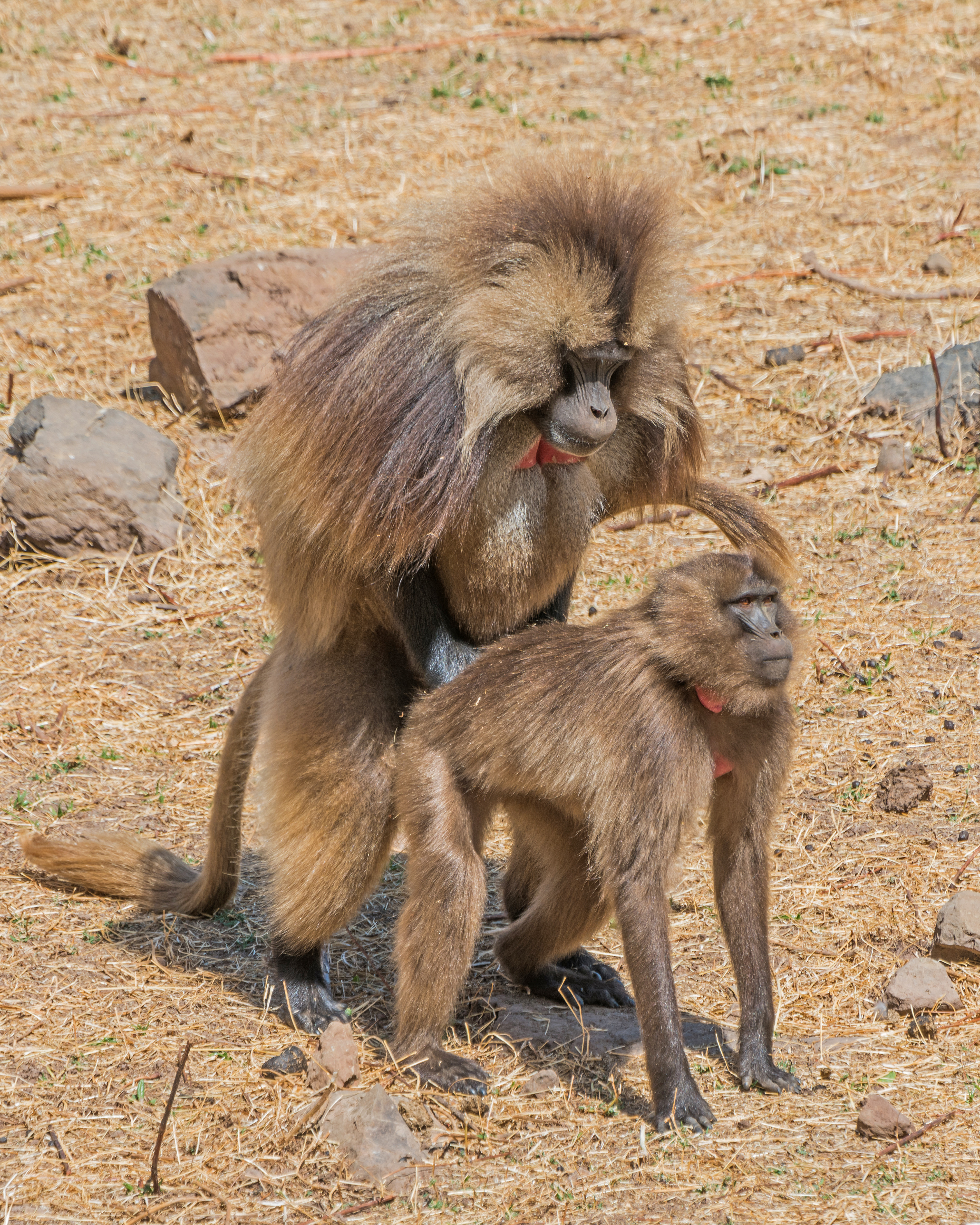
Kopulacja dżeladów
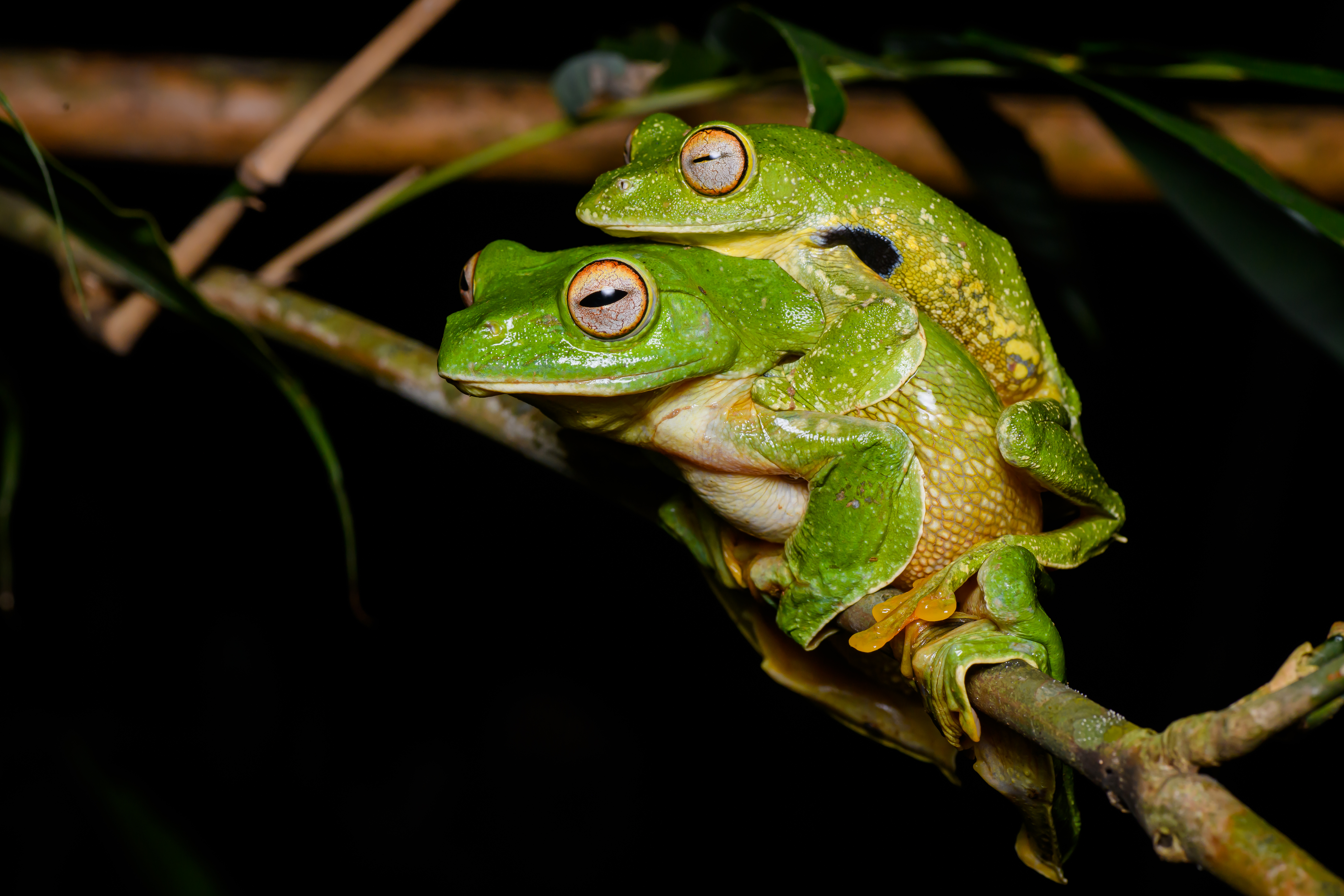
Kopulacja (ampleksus) żab z rodzaju Rhacophorus
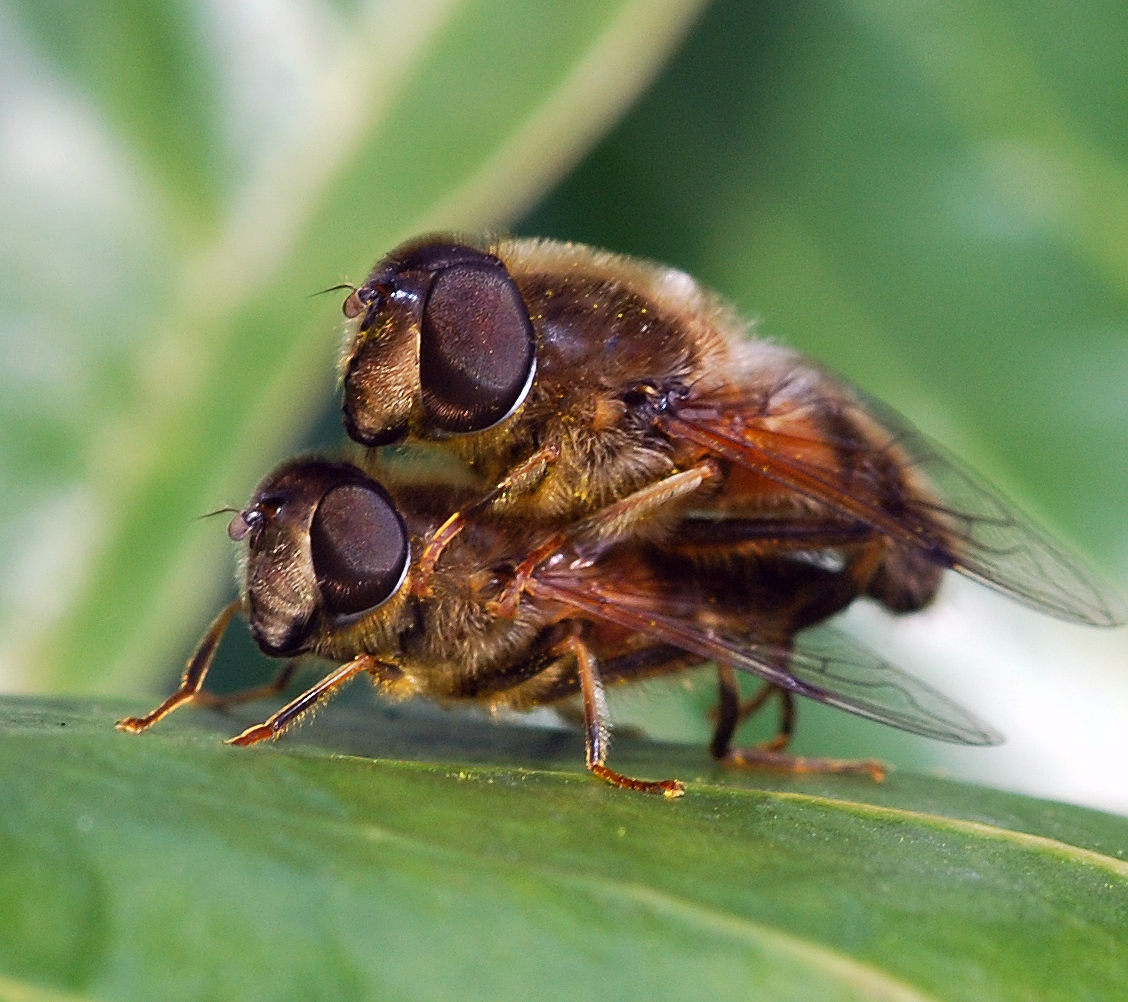
Kopulacja u muchówki z rodzaju Eristalis
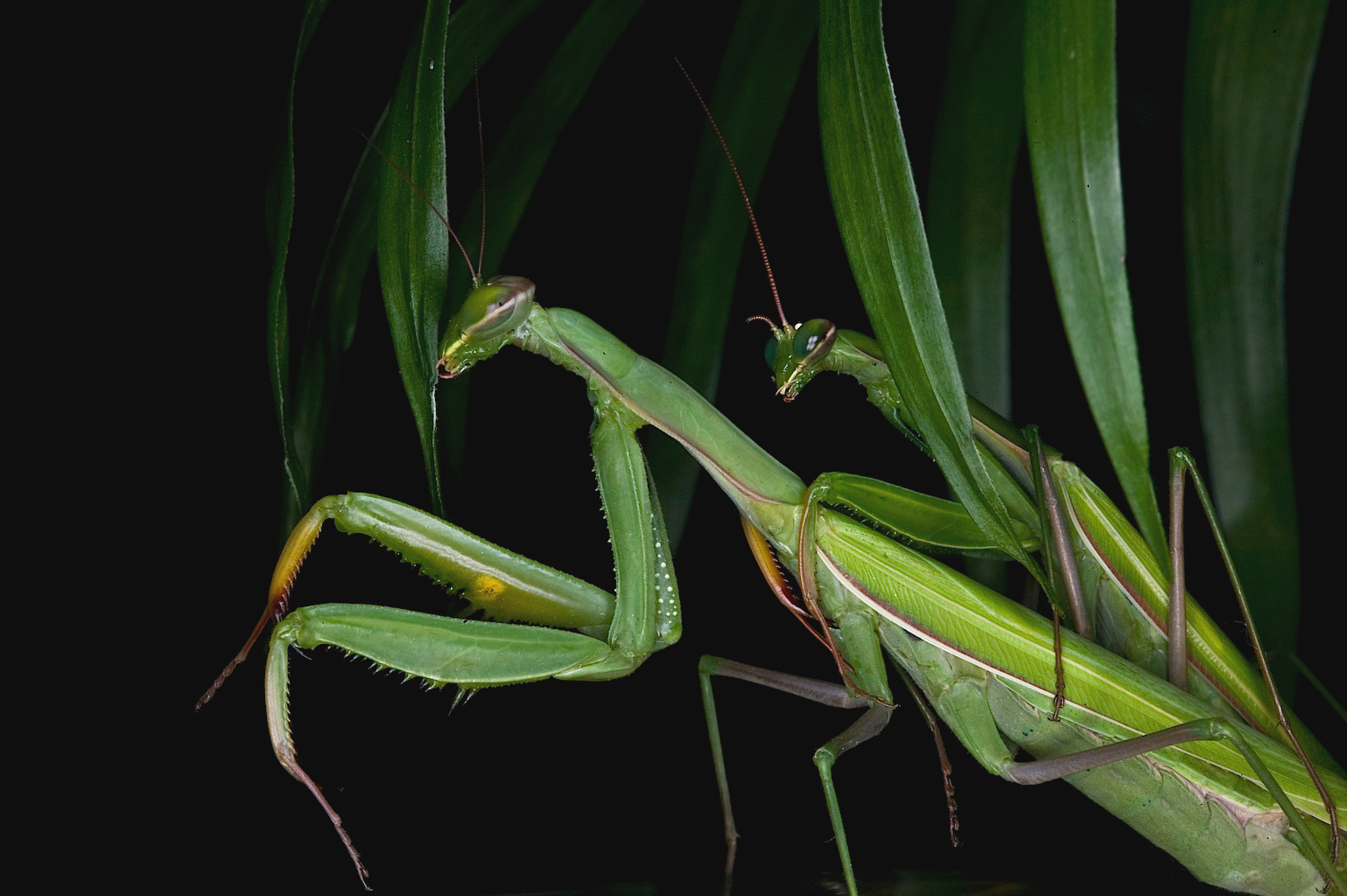
Kopulacja modliszek
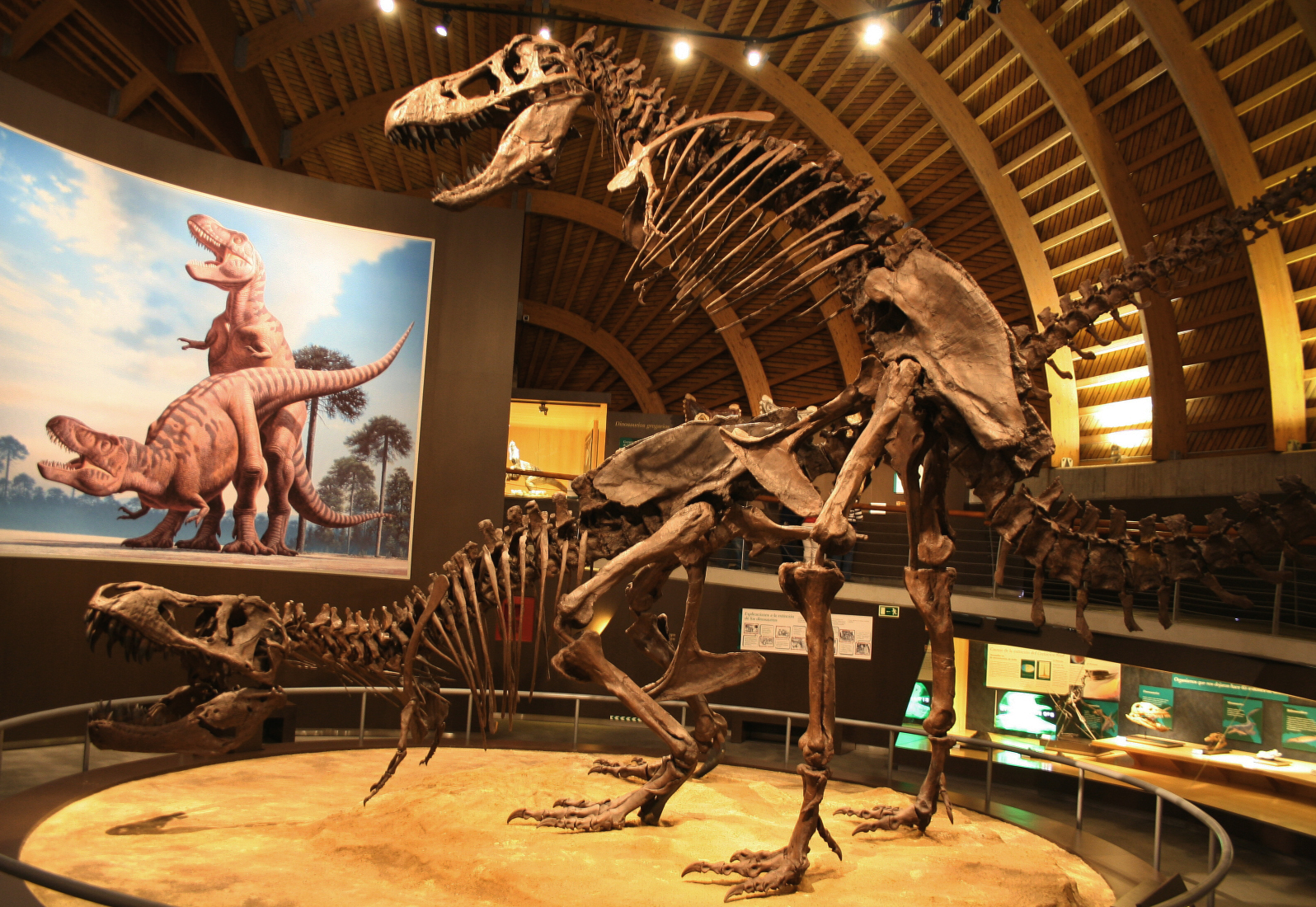
Wizualizacja kopulacji Tyranozaurów

## W sztuce

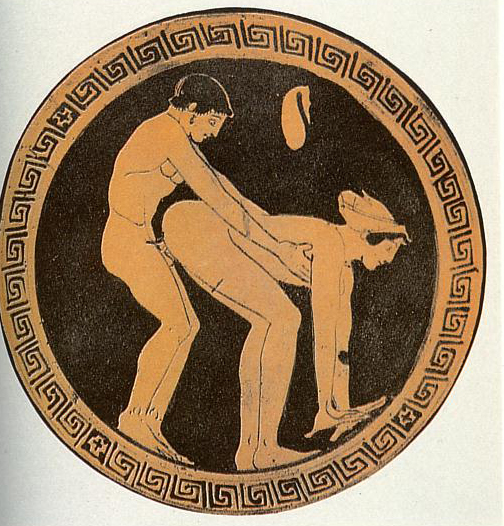
Ilustracja penetracji w pozycji tylno-stojącej (grafika utrwalona na kyliksie, V wiek p.n.e.)
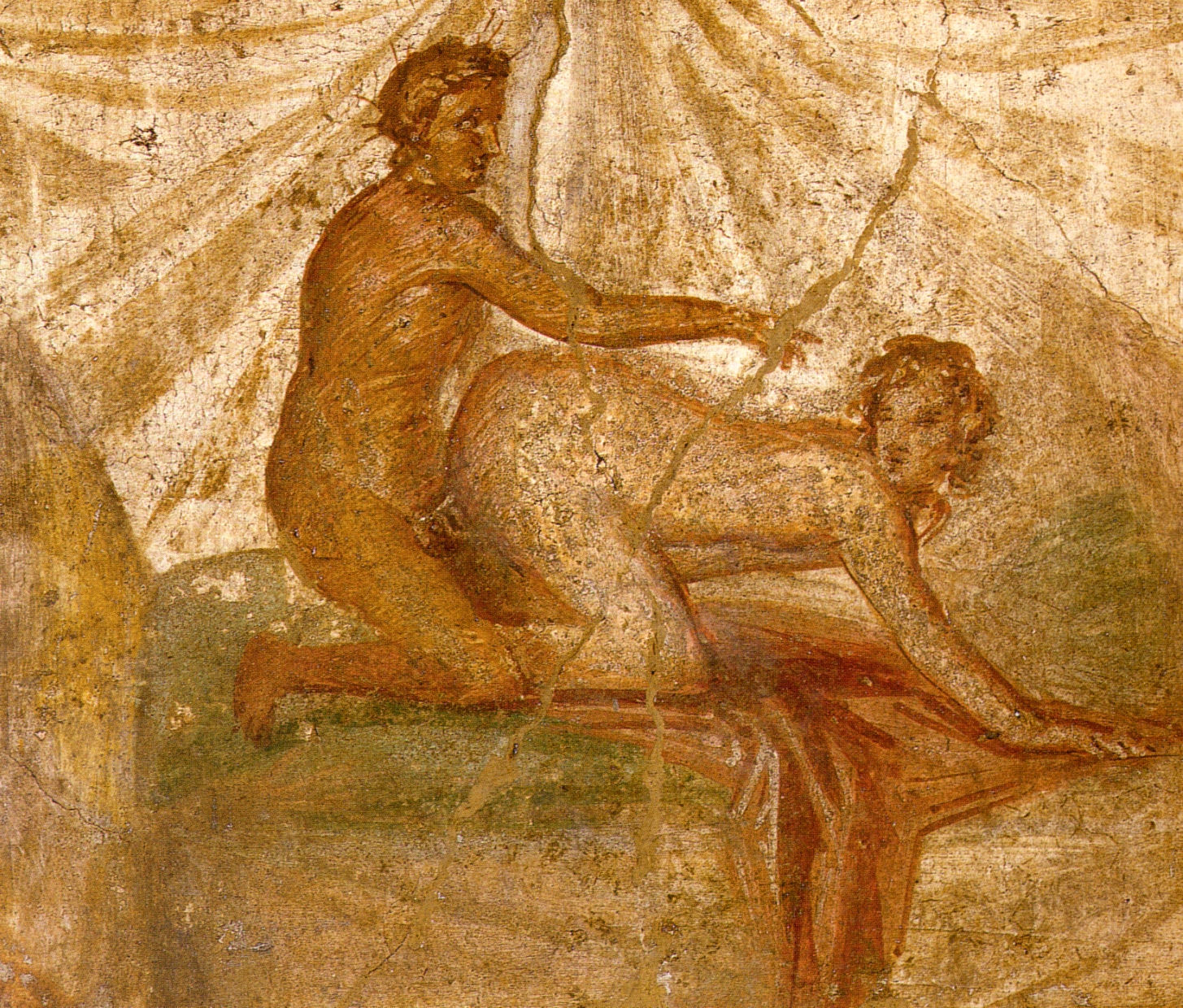
Pozycja tylna na pompejańskim malowidle
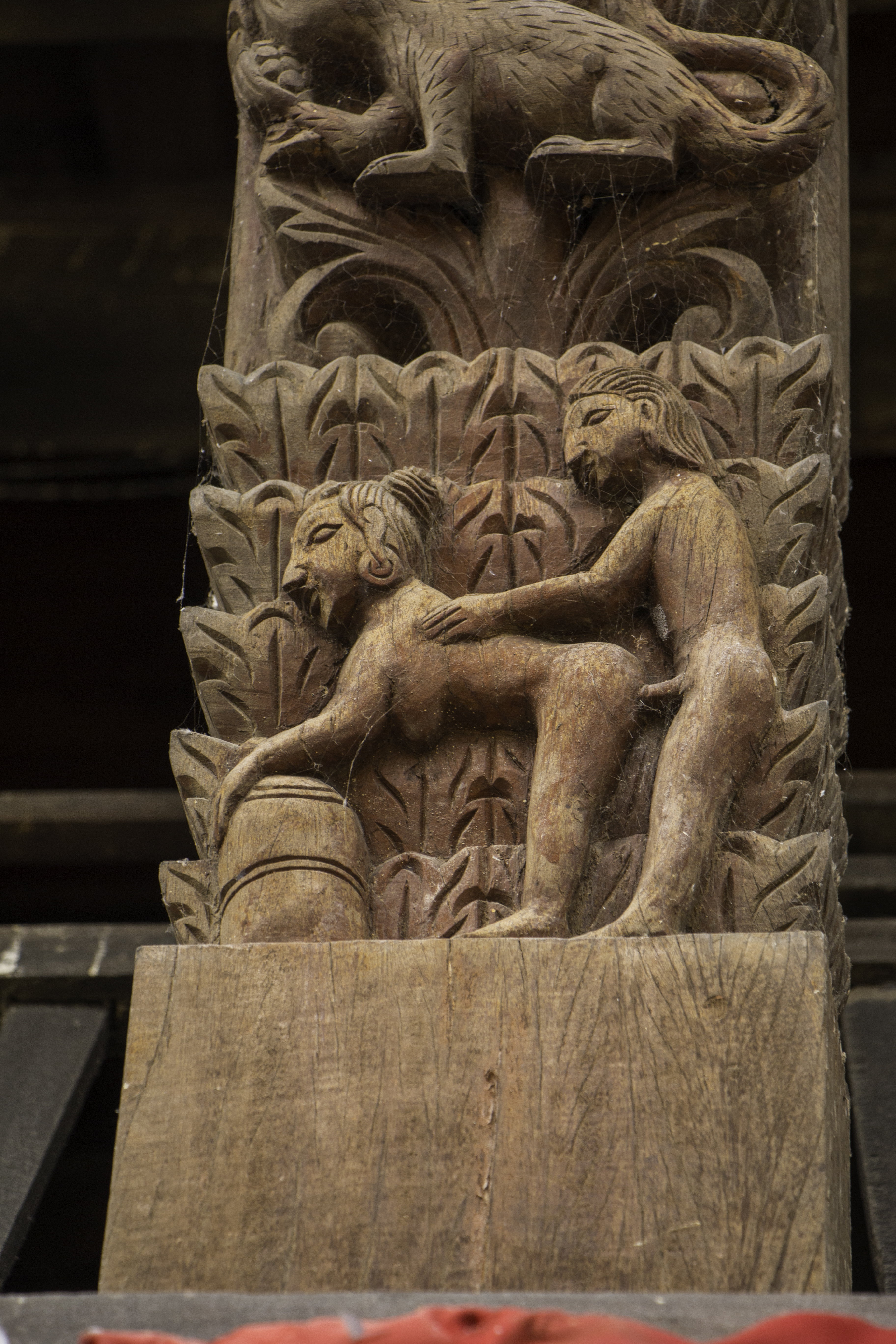
Rzeźba pary w pozycji tylno-stojącej na ścianie świątyni Umamaheshwor w Kirtipur, Nepal.
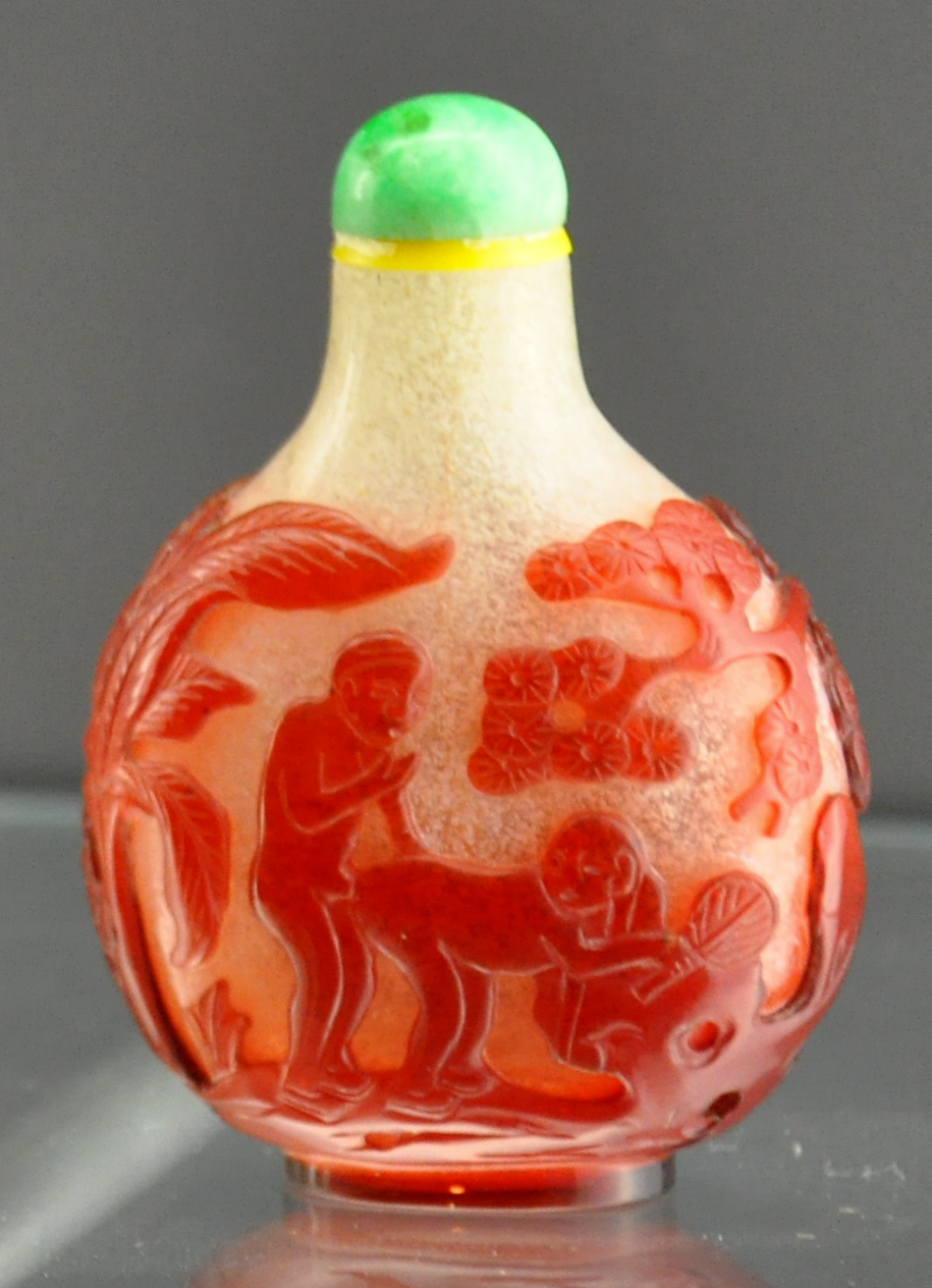
Pozycja tylna na wazonie z dynastii Qing.
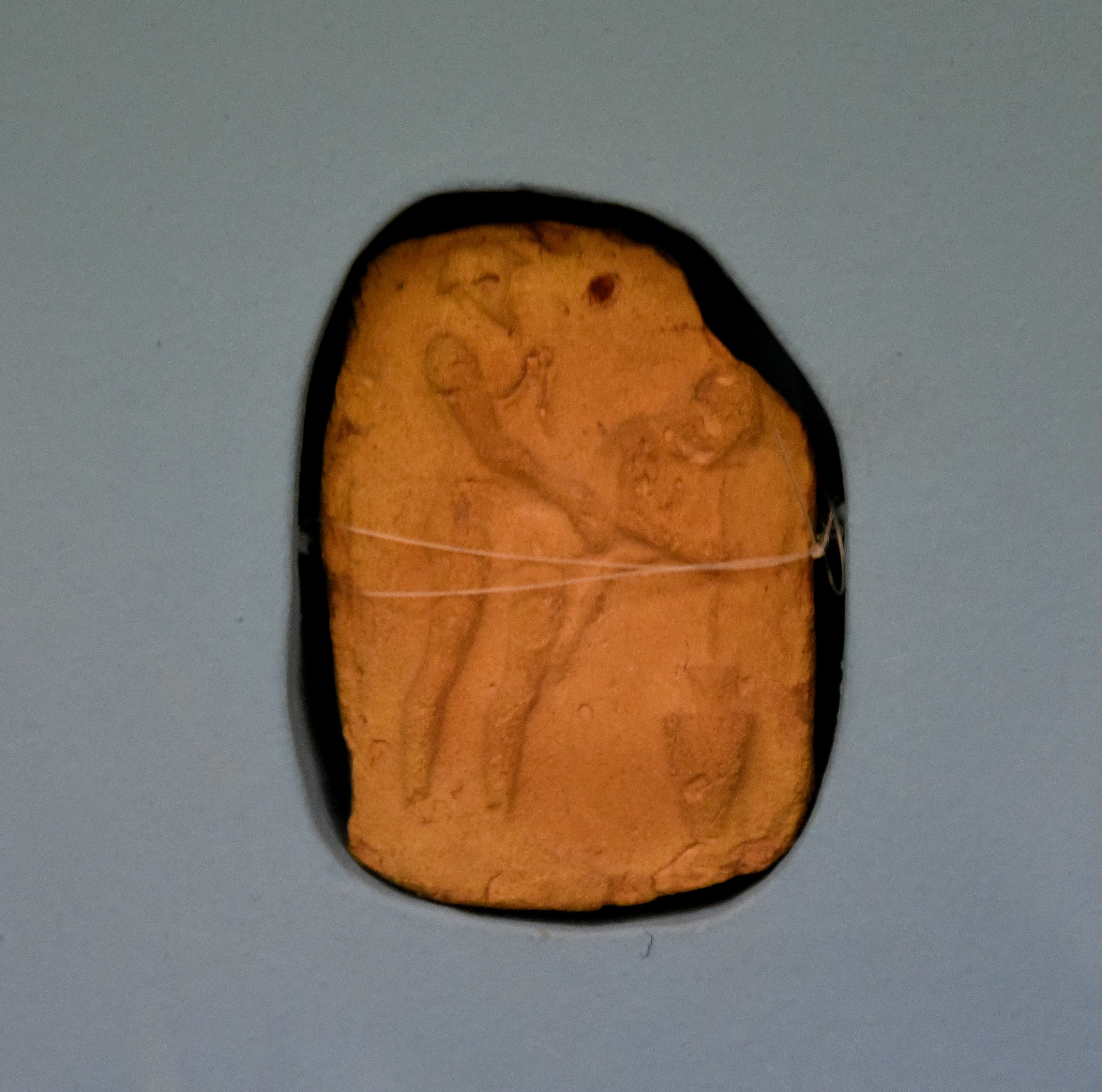
Pozycja tylna na starożytnej tabliczce z Iraku (2000-1500 p.n.e.)
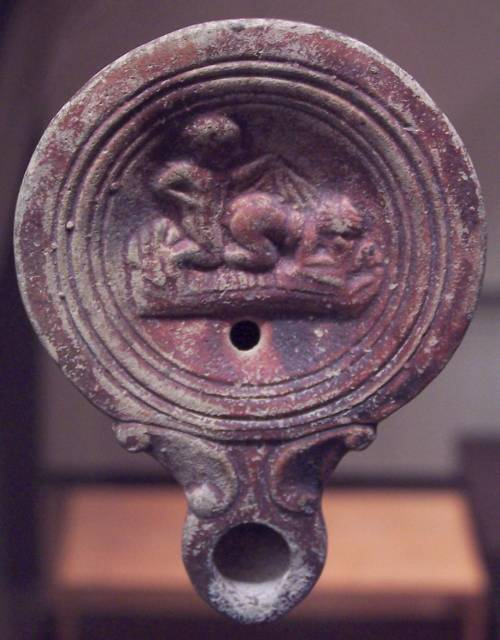
Pozycja tylna na starożytnej rzymskiej lampie oliwnej
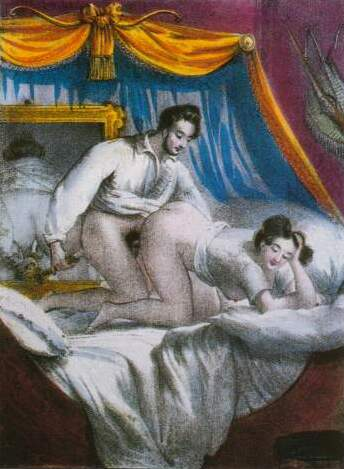
Pozycja tylna na obrazie Achille’a Devéria
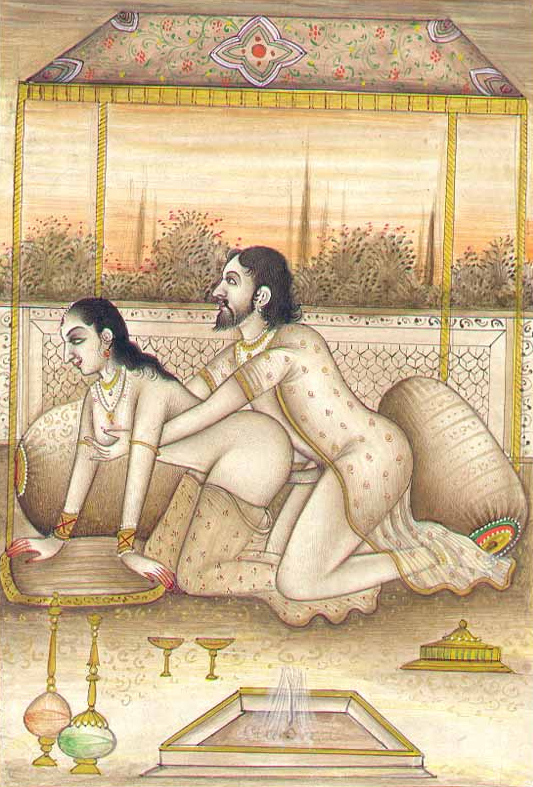
Pozycja tylna w Kamasutrze